# Нижні Лемези
Нижні Лемези́ (рос. Нижние Лемезы, башк. Түбәнге Ләмәҙ) — село у складі Іглінського району Башкортостану, Росія. Адміністративний центр Лемезинської сільської ради.
Населення — 707 осіб (2010; 673 в 2002).
Національний склад:
- башкири — 97 %

## Видатні уродженці
- Рахматулліна Зугура Яганурівна — башкирський політик та науковець.